# Вятко
Вя́тко (др.-рус. Вѧтко) — согласно «Повести временных лет», легендарный прародитель восточнославянского племени (племенного союза) вятичей, культурный герой. Вместе со своим братом Ради́мом вышел «из ляхов»; поселился «с родом своим на Оке».
Согласно «Повести временных лет»:

…радимичи же и вятичи — от рода ляхов. Были ведь два брата у ляхов — Радим, а другой — Вятко. И пришли и сели: Радим на Сожи, и от него прозвались радимичи, а Вятко сел с родом своим по Оке, от него получили свое название вятичи.
Оригинальный текст (церк.-сл.)…радимичи бо и вятичи от ляховъ. Бяста бо два брата в лясѣхъ: Радимъ, а другый Вятко, и, пришедша, сѣдоста: Радимъ на Съжю, и прозвашася радимичи, а Вятко сѣде своимъ родомъ по Оцѣ, от него прозвашася вятичи.

Персонаж рассматривается как производный от патронимического имени племени вятичей. Летопись не связывала этого персонажа с реальной генеалогией, как культурный герой он остался в прошлом до начала собственно истории.
Ряд авторов связывают с именем Вятко не только племенное имя вятичей, но и гидроним Вятка, и, опосредованно, название города Вятка (ныне — Киров). Впрочем, большинство исследователей отвергают такую возможность, указывая на значительную удалённость бассейна Вятки от территории исторического обитания вятичей — региона в верхнем и среднем течении Оки.